# Route nationale 514b
La route nationale 514B ou RN 514B était une route nationale française reliant Le Bourget-du-Lac à Viviers-du-Lac.
À la suite de la réforme de 1972, elle a été renommée RN 211. En 2006, elle a été déclassée en RD 1201A.

## Ancien tracé du Bourget-du-Lac à Viviers-du-Lac (D 1201A)
- Le Bourget-du-Lac
- Viviers-du-Lac